# Экеспарре, Фёдор Карлович
Фёдор Карлович Экеспарре (ум. не ранее 1799) — русский военный деятель,  генерал-майор.

## Биография
Выходец из дворянского рода Экеспарре, шведского происхождения (родоначальник был возведён в шведское дворянство в 1719 году). Род владел поместьями в Лифляндии и после окончания Северной войны перешёл в русское подданство.
Факты ранней биографии Экеспарре, приводимые в РБС, не вызывают особого доверия. 
В ходе Русско-турецкой войны 1787—1791 годов Экеспарре в чине премьер-майора Московского гренадерского полка участвовал в сражении на Сальче, взятии Бендер и битве при Мачине, причём спустя месяц после Мачинской победы был пожалован в подполковники. 
В 1794 году Экеспарре участвовал в подавлении восстания Костюшко.  
В 1797 году недолгое время служил в Рижском гарнизонном полку, однако осенью того же года был произведён в полковники и назначен комендантом Могилева. Находясь на этой должности, в 1798 году был произведён в генерал-майоры, а год спустя, в 1799 году, очередным указом императора Павла, не обязательно имевшим под собой конкретные причины, отправлен в отставку.
Дальнейшая судьба неизвестна. 